# Гемолиз
Гемо́лиз (от др.-греч. αἷμα «кровь» + λυσις «распад, разрушение») — разрушение эритроцитов с выбросом гемоглобина в плазму крови.
Различают физиологический и патологический, внутриклеточный и внутрисосудистый.

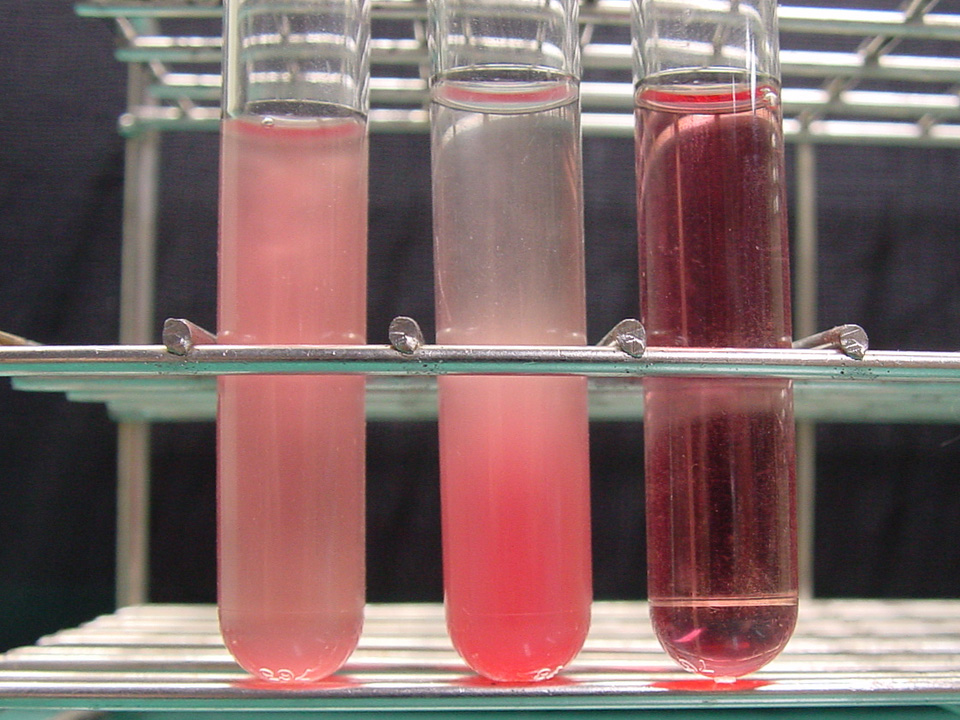
Клетки крови.
С гемолизом — справа;
без гемолиза — посередине, слева

В норме физиологический гемолиз завершает жизненный цикл у эритроцитов (за 120 суток), происходит в организме человека и животных непрерывно. А патологический гемолиз происходит под влиянием гемолитических ядов, холода, лекарственных веществ и прочего. Он характерен для: 
- Гемолитического малокровия,
- Различных ревматизмов[1] и побочного эффекта препаратов их лечения[2].

Эритроциты представляют собой двояковогнутые диски — дискоциты. Их объём возможно увеличить до сферического вида, не затрагивая внешнюю мембрану, но дальнейшее увеличение потребует расширенной поверхности мембраны, а она практически нерастяжима — клетка разрывается, теряя свой гемоглобин. Поэтому мембранно-клеточная эластичность и определяет эритроцитическую стойкость.